# Table des caractères Unicode/U31C0
Cette page contient des caractères spéciaux ou non latins. S’ils s’affichent mal (▯, ?, etc.), consultez la page d’aide Unicode.
Table des caractères Unicode U+31C0 à U+31EF.

## Sinogrammes CJC – traits (Unicode 4.1 à 5.1)
Traits utilisés pour les différentes écritures sinographiques hanzi des langues chinoises (dont le mandarin qui utilise le style chinois simplifié, et le cantonais qui utilise le style chinois traditionnel, et d’autres langues d’Asie du Sud-Est), unifiés avec les sinogrammes de l’écriture kanji du japonais, ceux de l’écriture hanja du coréen traditionnel et ceux de l’ancienne écriture du vietnamien.

### Table des caractères
| en fr  | 0  | 1  | 2  | 3  | 4  | 5  | 6  | 7  | 8  | 9  | A  | B  | C  | D  | E  | F  |
| U+31C0 | ㇀ | ㇁ | ㇂ | ㇃ | ㇄ | ㇅ | ㇆ | ㇇ | ㇈ | ㇉ | ㇊ | ㇋ | ㇌ | ㇍ | ㇎ | ㇏ |
| U+31D0 | ㇐ | ㇑ | ㇒ | ㇓ | ㇔ | ㇕ | ㇖ | ㇗ | ㇘ | ㇙ | ㇚ | ㇛ | ㇜ | ㇝ | ㇞ | ㇟ |
| ------ | -- | -- | -- | -- | -- | -- | -- | -- | -- | -- | -- | -- | -- | -- | -- | -- |
| U+31E0 | ㇠ | ㇡ | ㇢ | ㇣ |    |    |    |    |    |    |    |    |    |    |    |    |